# 鷺之宮站 (靜岡縣)

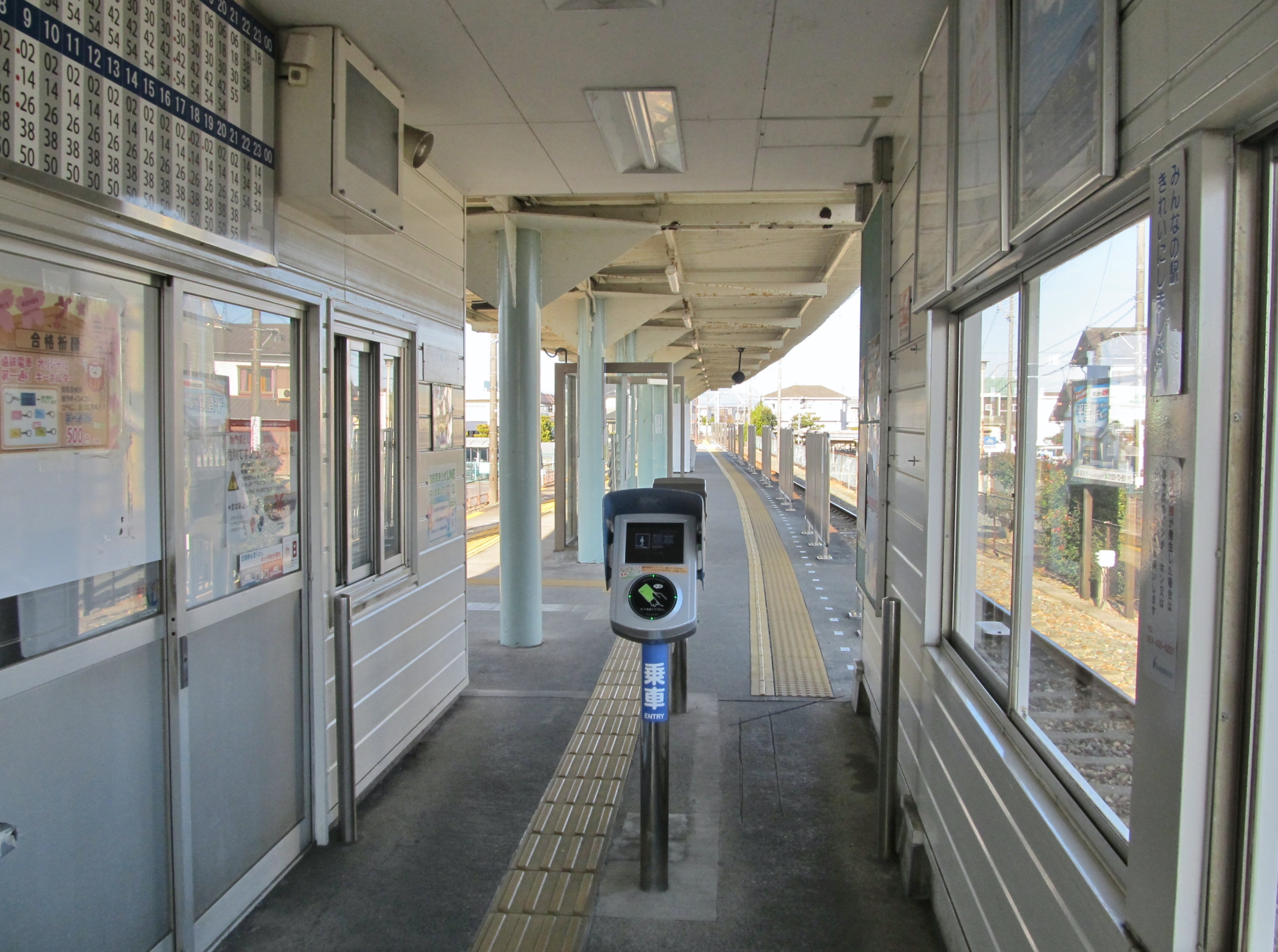
驗票口（2025年1月）

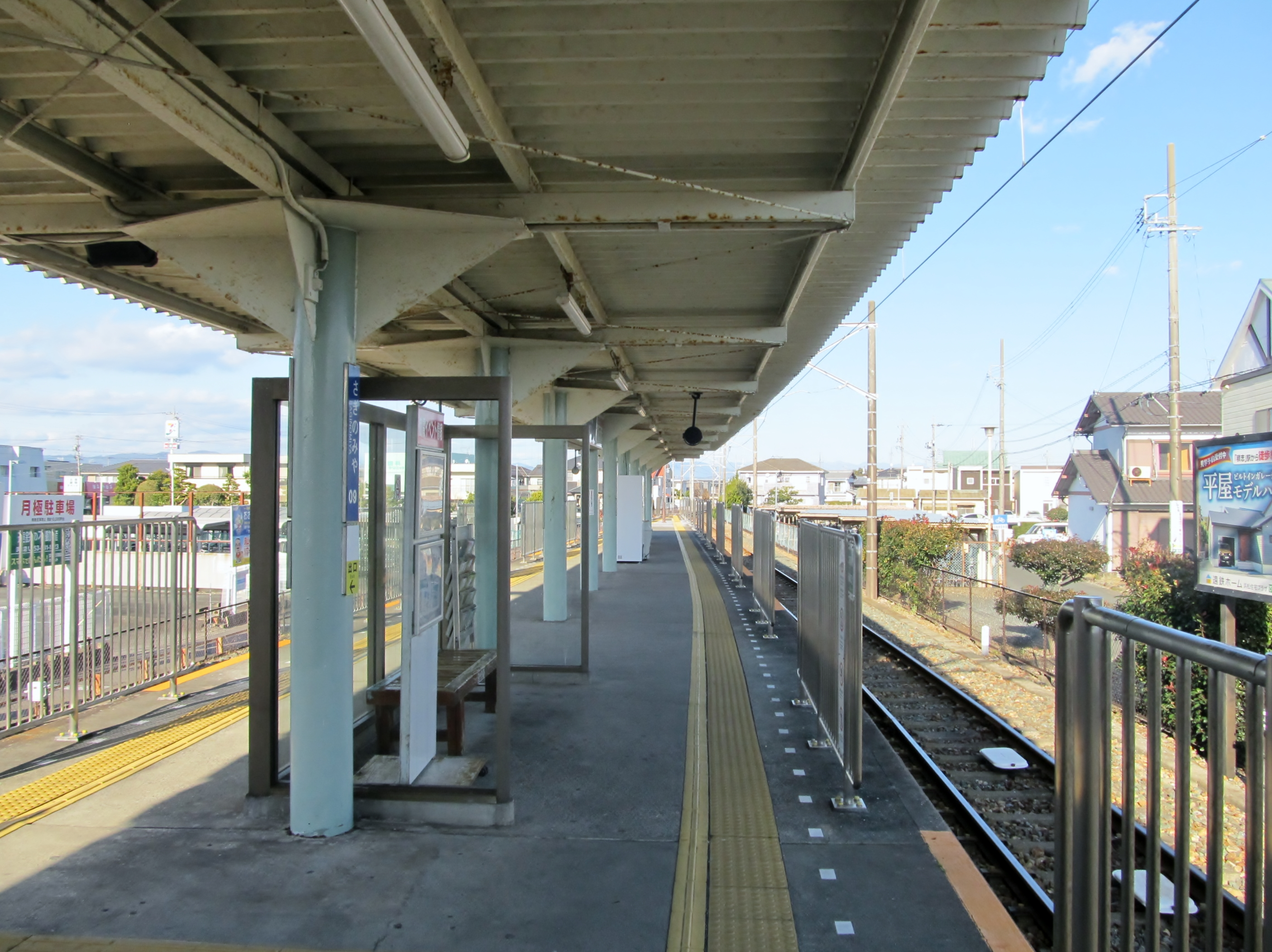
月台（2025年1月）

鷺之宮站（日语：／ Saginomiya eki */?）是位於靜岡縣濱松市中央區大瀨町，屬於遠州鐵道的鐵道線車站。車站編號為09。本站被認為是日本的都市傳說「如月車站」的原型之一。

## 歷史

### 站名的由來
有關舊站名「共同」的由來，取自當時車站位於濱名郡積志村大字下大瀨和大字有玉的邊界，由於兩地區共同使用此站，因此名為「共同」。除此之外，當時下大瀨地區和有玉地區均希望一同設置車站，因此兩地區的居民把積累的儲備金（共同金）作為建設車站費用，因而得名。
而現時的站名「鷺之宮」則取自車站周邊的八坂神社。由於八坂神社的森林中有許多蒼鷺飛來，因此八坂神社也會被稱為「鷺宮」或「鷺宮神社」，因而得名。另外此站的日文名稱沒有標記「鷺」字。由於「鷺」為難讀漢字，因此以平假名「さぎの」標示。

### 年表
- 1909年（明治42年）12月6日 - 大日本軌道（日语：大日本軌道）濱松分社的共同站啟用。
- 1919年（大正8年）10月12日 - 公司轉讓，成為遠州軌道（後來為遠州鐵道）的車站。
- 1923年（大正12年）4月1日 - 車站改名為遠州共同站。
- 1966年（昭和41年）4月1日 - 車站改名為鷺之宮站。
- 1972年（昭和47年）10月1日 - 車站向北遷移100米。

## 車站構造

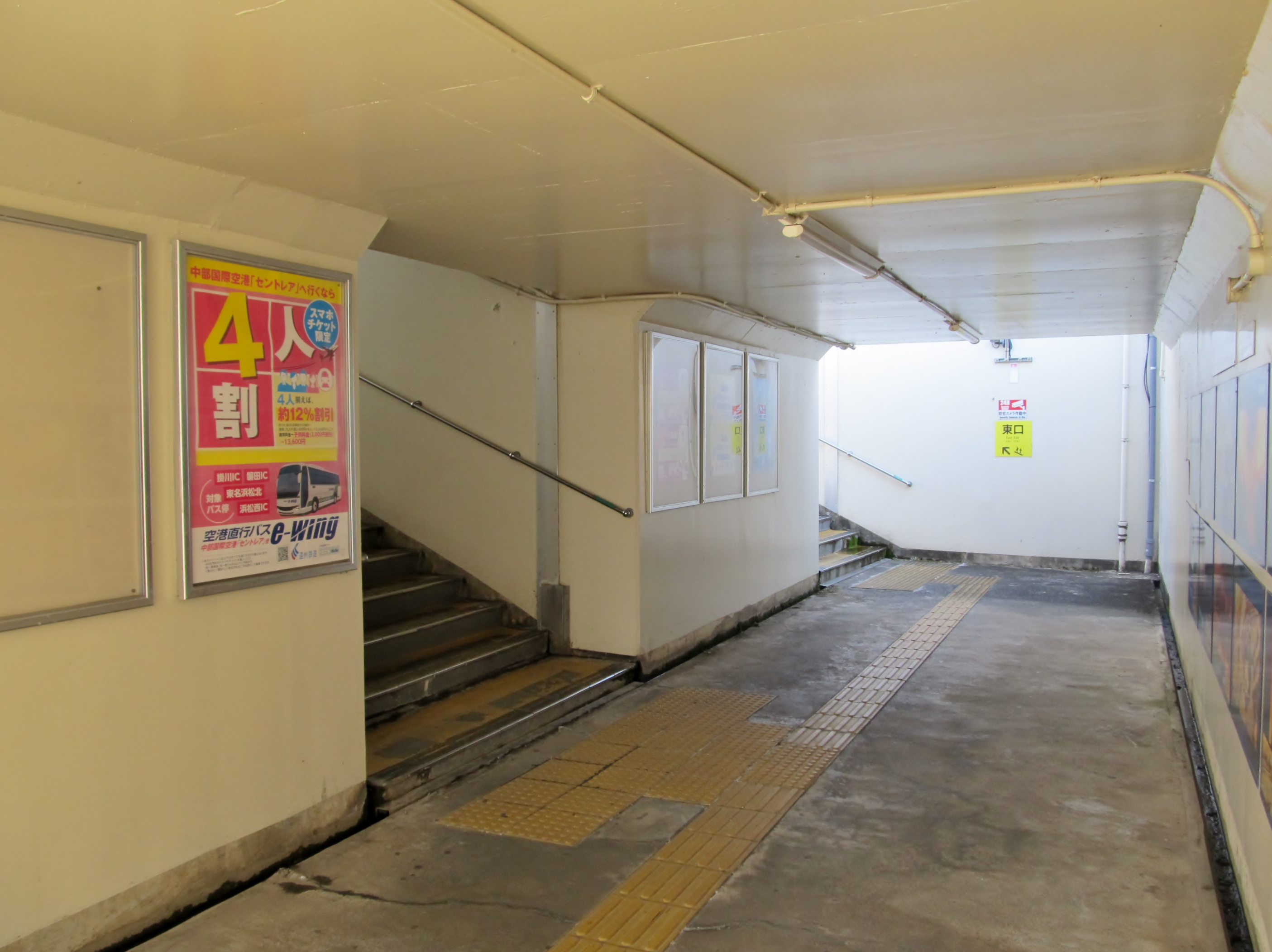
人行地下道（2025年1月）

此站是地面車站，設有1面2線的島式月台。此站是直營車站，車站出入口與月台之間透過行人隧道連接，車站的地面則比道路高。而此站在6時時段和21時時段中，除了新濱松方向的部分列車外，通常均使用西邊路軌。
單車停泊場（可容納650架）位於車站東西兩邊的路軌旁。車站東邊設有接送專用停車場和掉頭專用空間。西邊也有接送處，但沒有掉頭專用空間。兩處的通道只可容納一架車輛通過。

### 月台
| 月台 | 路線            | 上下行 | 方向             | 備註                                         |
| ---- | --------------- | ------ | ---------------- | -------------------------------------------- |
| 西邊 | ■遠州鐵道鐵道線 | 上行   | 曳馬、新濱松方向 | 上下行列車均使用西邊月台                     |
| 西邊 | ■遠州鐵道鐵道線 | 下行   | 濱北、西鹿島方向 | 上下行列車均使用西邊月台                     |
| 東邊 | ■遠州鐵道鐵道線 | 上行   | 曳馬、新濱松方向 | 早上6時38分和晚上9時55分的列車會使用東邊月台 |

## 使用狀況
在2018年度（平成30年度）的總乘車人次為418,064人（18座車站中排名第9），下車人次為411,543人（18座車站中排名第9）。此站的乘客主要來自附近的上學，上班的人士。
以下為不同年度的乘車人次和下車人次：
| 一年總間乘車人次和下車人次彎化 | 一年總間乘車人次和下車人次彎化 | 一年總間乘車人次和下車人次彎化 | 一年總間乘車人次和下車人次彎化 |
| 年度                           | 遠州鐵道                       | 遠州鐵道                       | 參考資料、備註                 |
| 年度                           | 乘車人次                       | 下車人次                       | 參考資料、備註                 |
| ------------------------------ | ------------------------------ | ------------------------------ | ------------------------------ |
| 1980年度（昭和55年度）         | 340,816 人                     | 348,381 人                     | [ 7 ]                          |
| 1981年度（昭和56年度）         | 332,130 人                     | 350,078 人                     | [ 8 ]                          |
| 1982年度（昭和57年度）         | 314,508 人                     | 332,933 人                     | [ 9 ]                          |
| 1983年度（昭和58年度）         | 301,442 人                     | 302,256 人                     | [ 10 ]                         |
| 1984年度（昭和59年度）         | 299,054 人                     | 297,826 人                     | [ 11 ]                         |
| 1985年度（昭和60年度）         | 308,221 人                     | 310,530 人                     | [ 12 ]                         |
| 1986年度（昭和61年度）         | 325,217 人                     | 325,127 人                     | [ 13 ]                         |
| 1987年度（昭和62年度）         | 339,133 人                     | 337,276 人                     | [ 14 ]                         |
| 1988年度（昭和63年度）         | 349,828 人                     | 351,676 人                     | [ 15 ]                         |
| 1989年度（平成元年度）         | 348,167 人                     | 347,055 人                     | [ 16 ]                         |
| 1990年度（平成2年度）          | 348,206 人                     | 345,497 人                     | [ 17 ]                         |
| 1991年度（平成3年度）          | 364,627 人                     | 357,489 人                     | [ 18 ]                         |
| 1992年度（平成4年度）          | 368,893 人                     | 363,449 人                     | [ 19 ]                         |
| 1993年度（平成5年度）          | 364,462 人                     | 358,012 人                     | [ 20 ]                         |
| 1994年度（平成6年度）          | 366,553 人                     | 360,948 人                     | [ 21 ]                         |
| 1995年度（平成7年度）          | 369,223 人                     | 363,139 人                     | [ 22 ]                         |
| 1996年度（平成8年度）          | 377,426 人                     | 369,709 人                     | [ 23 ]                         |
| 1997年度（平成9年度）          | 353,664 人                     | 344,170 人                     | [ 24 ]                         |
| 1998年度（平成10年度）         | 362,254 人                     | 349,812 人                     | [ 25 ]                         |
| 1999年度（平成11年度）         | 347,245 人                     | 338,356 人                     | [ 26 ]                         |
| 2000年度（平成12年度）         | 344,595 人                     | 334,451 人                     | [ 27 ]                         |
| 2001年度（平成13年度）         | 345,943 人                     | 333,758 人                     | [ 28 ]                         |
| 2002年度（平成14年度）         | 344,515 人                     | 337,079 人                     | [ 29 ]                         |
| 2003年度（平成15年度）         | 353,928 人                     | 347,608 人                     | [ 30 ]                         |
| 2004年度（平成16年度）         | 386,521 人                     | 346,691 人                     | [ 31 ]                         |
| 2005年度（平成17年度）         | 351,198 人                     | 342,863 人                     | [ 32 ]                         |
| 2006年度（平成18年度）         | 357,990 人                     | 348,602 人                     | [ 33 ]                         |
| 2007年度（平成19年度）         | 372,273 人                     | 359,509 人                     | [ 34 ]                         |
| 2008年度（平成20年度）         | 369,560 人                     | 357,957 人                     | [ 35 ]                         |
| 2009年度（平成21年度）         | 355,708 人                     | 348,587 人                     | [ 36 ]                         |
| 2010年度（平成22年度）         | 362,399 人                     | 352,839 人                     | [ 37 ]                         |
| 2011年度（平成23年度）         | 360,954 人                     | 356,161 人                     | [ 38 ]                         |
| 2012年度（平成24年度）         | 385,700 人                     | 376,608 人                     | [ 39 ]                         |
| 2013年度（平成25年度）         | 383,301 人                     | 374,007 人                     | [ 40 ]                         |
| 2014年度（平成26年度）         | 385,273 人                     | 374,916 人                     | [ 41 ]                         |
| 2015年度（平成27年度）         | 399,878 人                     | 390,700 人                     | [ 42 ]                         |
| 2016年度（平成28年度）         | 406,624 人                     | 397,230 人                     | [ 43 ]                         |
| 2017年度（平成29年度）         | 415,418 人                     | 409,858 人                     | [ 44 ]                         |
| 2018年度（平成30年度）         | 418,064 人                     | 411,543 人                     | [ 6 ]                          |

## 車站周邊
車站西邊位於有玉北町內，包含車站在內與東邊位於大瀨町內。車站東邊設有與鐵路線並行的二俁街道，沿路上設有商店。
車站西邊於有玉北町內設有名為新村的村落。在更遠的地方設有名為有玉台和半田山等的新興住宅區。有許多當地的居民會騎單車和步行至此站乘車。
車站東邊的大瀨町中設有一個名為大瀨西的古老村落。在該處設有田園和鷺宮神社（八坂神社）。在神社附近設有大型的鷺宮團地。鷺宮神社在毎年8月14日、15日會舉行大祭。

## 相鄰車站
遠州鐵道
■鐵道線
汽車學校前（08）－鷺之宮（09）－積志（10）

## 注腳
1. ↑  . 遠州鉄道株式会社.   [2025-05-07]. （原始内容存档于2025-05-07） （日语）.
2. ↑  . Yahoo!ニュース. 2022-02-05  [2025-05-07]. （原始内容存档于2025-05-06） （日语）.
3. ↑  . TBS NEWS DIG. 2022-06-06  [2025-05-07]. （原始内容存档于2022-08-08） （日语）.
4. ↑  . 朝日新聞社. 2022-06-11  [2025-05-07]. （原始内容存档于2025-05-10） （日语）.
5. ↑  . 読売新聞社. 2025-05-06  [2025-05-07]. （原始内容存档于2025-05-10） （日语）.
6. 1 2  《靜岡縣統計年鑑 平成30年》 運輸・通信 鉄道運輸状況 （页面存档备份，存于）（日語）
7. ↑  《靜岡縣統計年鑑 昭和55年》 NDL 82024736 pp. 287-289
8. ↑  《靜岡縣統計年鑑 昭和56年》 NDL 83020918 pp. 287-289
9. ↑  《靜岡縣統計年鑑 昭和57年》 NDL 84021214 pp. 279-281
10. ↑  《靜岡縣統計年鑑 昭和58年》 NDL 85042552 pp. 279-281
11. ↑  《靜岡縣統計年鑑 昭和59年》 書誌情報 （页面存档备份，存于） pp. 279-281
12. ↑  《靜岡縣統計年鑑 昭和60年》 運輸・通信 私鉄運輸状況 （页面存档备份，存于）（日語）
13. ↑  《靜岡縣統計年鑑 昭和61年》 運輸・通信 私鉄運輸状況 （页面存档备份，存于）（日語）
14. ↑  《靜岡縣統計年鑑 昭和62年》 運輸・通信 鉄道運輸状況 （页面存档备份，存于）（日語）
15. ↑  《靜岡縣統計年鑑 昭和63年》 運輸・通信 鉄道運輸状況 （页面存档备份，存于）（日語）
16. ↑  《靜岡縣統計年鑑 平成元年》 運輸・通信 鉄道運輸状況 （页面存档备份，存于）（日語）
17. ↑  《靜岡縣統計年鑑 平成2年》 運輸・通信 鉄道運輸状況 （页面存档备份，存于）（日語）
18. ↑  《靜岡縣統計年鑑 平成3年》 運輸・通信 鉄道運輸状況 （页面存档备份，存于）（日語）
19. ↑  《靜岡縣統計年鑑 平成4年》 運輸・通信 鉄道運輸状況 （页面存档备份，存于）（日語）
20. ↑  《靜岡縣統計年鑑 平成5年》 運輸・通信 鉄道運輸状況 （页面存档备份，存于）（日語）
21. ↑  《靜岡縣統計年鑑 平成6年》 運輸・通信 鉄道運輸状況 （页面存档备份，存于）（日語）
22. ↑  《靜岡縣統計年鑑 平成7年》 運輸・通信 鉄道運輸状況 （页面存档备份，存于）（日語）
23. ↑  《靜岡縣統計年鑑 平成8年》 運輸・通信 鉄道運輸状況 （页面存档备份，存于）（日語）
24. ↑  《靜岡縣統計年鑑 平成9年》 運輸・通信 鉄道運輸状況 （页面存档备份，存于）（日語）
25. ↑  《靜岡縣統計年鑑 平成10年》 運輸・通信 鉄道運輸状況 （页面存档备份，存于）（日語）
26. ↑  《靜岡縣統計年鑑 平成11年》 運輸・通信 鉄道運輸状況 （页面存档备份，存于）（日語）
27. ↑  《靜岡縣統計年鑑 平成12年》 運輸・通信 鉄道運輸状況 （页面存档备份，存于）（日語）
28. ↑  《靜岡縣統計年鑑 平成13年》 運輸・通信 鉄道運輸状況 （页面存档备份，存于）（日語）
29. ↑  《靜岡縣統計年鑑 平成14年》 運輸・通信 鉄道運輸状況 （页面存档备份，存于）（日語）
30. ↑  《靜岡縣統計年鑑 平成15年》 運輸・通信 鉄道運輸状況 （页面存档备份，存于）（日語）
31. ↑  《靜岡縣統計年鑑 平成16年》 運輸・通信 鉄道運輸状況 （页面存档备份，存于）（日語）
32. ↑  《靜岡縣統計年鑑 平成17年》 運輸・通信 鉄道運輸状況 （页面存档备份，存于）（日語）
33. ↑  《靜岡縣統計年鑑 平成18年》 運輸・通信 鉄道運輸状況 （页面存档备份，存于）（日語）
34. ↑  《靜岡縣統計年鑑 平成19年》 運輸・通信 鉄道運輸状況 （页面存档备份，存于）（日語）
35. ↑  《靜岡縣統計年鑑 平成20年》 運輸・通信 鉄道運輸状況 （页面存档备份，存于）（日語）
36. ↑  《靜岡縣統計年鑑 平成21年》 運輸・通信 鉄道運輸状況 （页面存档备份，存于）（日語）
37. ↑  《靜岡縣統計年鑑 平成22年》 運輸・通信 鉄道運輸状況 （页面存档备份，存于）（日語）
38. ↑  《靜岡縣統計年鑑 平成23年》 運輸・通信 鉄道運輸状況 （页面存档备份，存于）（日語）
39. ↑  《靜岡縣統計年鑑 平成24年》 運輸・通信 鉄道運輸状況 （页面存档备份，存于）（日語）
40. ↑  《靜岡縣統計年鑑 平成25年》 運輸・通信 鉄道運輸状況 （页面存档备份，存于）（日語）
41. ↑  《靜岡縣統計年鑑 平成26年》 運輸・通信 鉄道運輸状況 （页面存档备份，存于）（日語）
42. ↑  《靜岡縣統計年鑑 平成27年》 運輸・通信 鉄道運輸状況 （页面存档备份，存于）（日語）
43. ↑  《靜岡縣統計年鑑 平成28年》 運輸・通信 鉄道運輸状況 （页面存档备份，存于）（日語）
44. ↑  《靜岡縣統計年鑑 平成29年》 運輸・通信 鉄道運輸状況 （页面存档备份，存于）（日語）

## 外部連結
- 鷺之宮站（遠鐵電車各站資訊） （页面存档备份，存于）（日語）